# 小细齿塘鳢属
小细齿塘鳢属（学名：Microphilypnus）为塘鱧科下的一个属，原产于南美洲的亚马逊和奥里诺科河流域。它们的标准长度可达2.4厘米，是最小的虾虎鱼之一，但比来自同一地区的Leptophilypnion要大。

## 下属物种
本属包括以下物种：
- Microphilypnus acangaquara Caires & Figueiredo, 2011
- Microphilypnus amazonicus Myers, 1927
- Microphilypnus hypolyrasimeion Caires & Toledo-Piza, 2018[2]
- Microphilypnus macrostoma Myers, 1927
- Microphilypnus tapajosensis Caires, 2013
- 小細齒塘鱧 Microphilypnus ternetzi Myers, 1927